# Gumbles
Die Gumbles sind eine 2000 gegründete Oi!-Band aus Schwerin, die aus den 1997 gegründeten Altmarkt Killern hervorgegangen ist. Der Name der Band geht auf Barney Gumble, eine Figur aus der Zeichentrickserie Die Simpsons, zurück und bezieht sich auf dessen Alkoholkonsum, was in vielen Liedern besungen wird.
Gumbles singen in ihren Stücken von typischen Skinheadthemen wie dem sogenannten „Way of Life“ des Skinheaddaseins, Alkoholkonsum, haben aber auch humoristische oder gesellschaftskritische Texte.
In früheren Songs verwendeten sie oft Samples der Simpsons, verzichteten aber auf dem Album In altbewährter Manier ganz darauf. Nach zwei Labelwechseln – DSS Records brachte das Debüt heraus und Puke Music Alle für Einen – zum im Ruhrgebiet beheimateten Label Sunny Bastards steigerte sich die Bekanntheit der Oi!- Band beachtlich und auch die Szene-fremde Presse rezensierte das neue Album überwiegend positiv. Die zahlreichen Konzerte der Gumbles brachten sie schon zusammen auf eine Bühne mit Bands wie den Kassierern, Troopers, Volxsturm, Verlorene Jungs, Pöbel & Gesocks, Broilers, Popperklopper, Eastside Boys und vielen anderen.

## Diskografie
- Wild and Punk (1. Demo von 2002)
- In Duff We Trust (2004)
- Alle für Einen (2006)
- 4 Points of View (Split mit "The Ruckers" aus Berlin, "Testosteron" aus Hamburg & "United Front" aus Glasgow) (2007)
- In altbewährter Manier (2008)
- Gumbles / Berliner Weisse - Oi! Vision Song Contest (Split-CD, 2011)
- Mitwirkung auf diversen DVD-Zusammenstellung von Festivals wie dem Force Attack
- Generation 21 (2012)
- Schlittenhunde und Kojoten (2016)